# 毛花地肤
毛花地肤（学名：Kochia laniflora）为苋科地肤属的植物。分布在欧洲、中亚以及中国大陆的新疆等地，多生在阳山坡及河滩沙地，目前尚未由人工引种栽培。